# Joannice Gonçalves
Joannice Gonçalves (...) è un giocatore di football americano francese che gioca come runningback per i Flash de La Courneuve.